# Chef (bucătar)

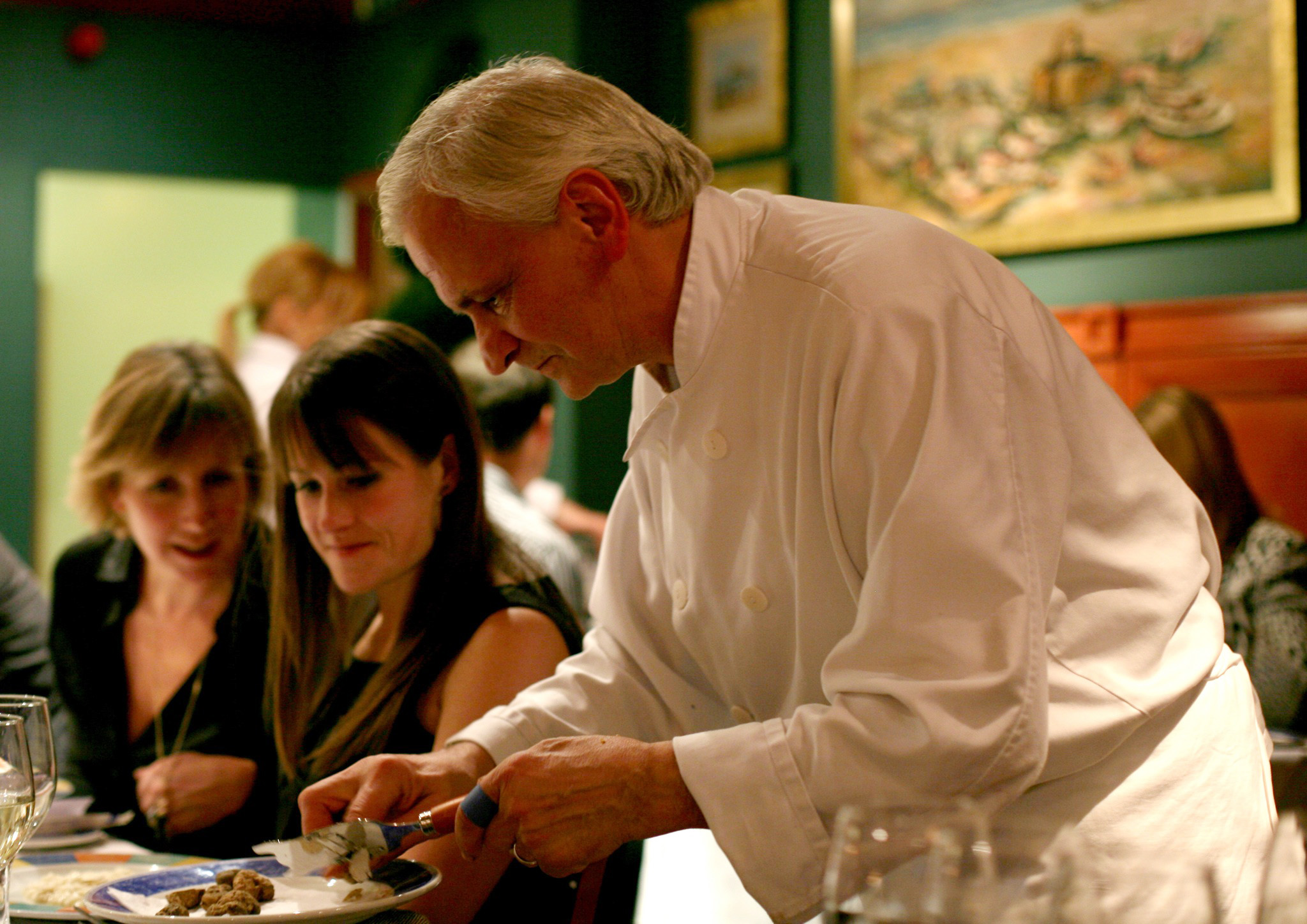
Un bucătar italian care pregătește o trufă pentru meseni

Un chef sau bucătar, este un profesionist instruit care este competent în toate aspectele 
preparării alimentelor (prepararea hranei), concentrându-se adesea pe o anumită bucătărie (artă și tehnică de preparare a alimentelor). Cuvântul „bucătar” este derivat din termenul chef de cuisine (pronunție în franceză [ʃɛf.də.kɥi.zin]), directorul sau șeful unei bucătării. Bucătarii pot beneficia de formare profesională de la o instituție, precum și prin ucenicie cu un bucătar cu experiență.
Există termeni diferiți care folosesc cuvântul bucătar în titlurile lor și se ocupă de anumite domenii de preparare a alimentelor. Printre exemple se numără sous-chef, care acționează ca secund la comandă într-o bucătărie, și chef de partie, care se ocupă de o anumită zonă de producție. Sistemul „Brigadă de bucătărie” este o ierarhie care se regăsește în restaurante și hoteluri, care angajează personal extins, dintre care mulți folosesc cuvântul „bucătar” în titlurile lor. Sub bucătari se află asistenții de bucătărie. Uniforma standard a unui bucătar include o pălărie (numită tocă), o cravată, jachetă cu piept dublu, șorț și pantofi robuști (care pot include capse din oțel sau plastic).

## Etimologie
Cuvântul „chef” este derivat (și scurtat) din termenul chef de cuisine (pronunție în franceză [ʃɛf.də.kɥi.zin]), directorul sau șeful unei bucătărie. (Cuvântul francez provine din latină caput (cap) și este înrudit cu termenul românesc „șef”). În limba engleză, titlul de „bucătar” în profesia culinară își are originea în haute cuisine din secolul al XIX-lea. Artele culinare, printre alte aspecte ale limbii franceze au introdus cuvintele de împrumut franceze în limba engleză; pe această filieră, cuvântul a ajuns și în limba română